# Privilegium maius

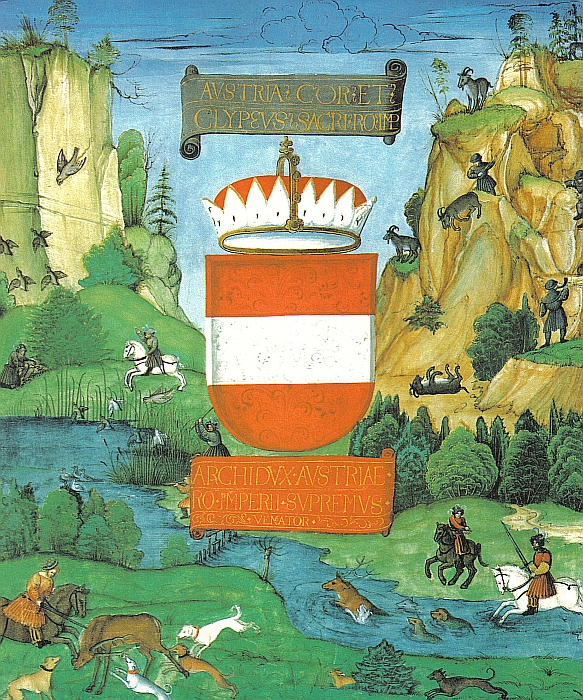
Detail van het voorblad van een kopie van het Privilegium maius uit 1512

Het Privilegium maius (Duits: Großer Freiheitsbrief) was een vervalst document dat in de winter van 1358/1359 werd uitgevaardigd in opdracht van de Oostenrijkse hertog Rudolf IV van Habsburg, bijgenaamd de Stichter (ook bekend als Rudolf I).
Hiermee eiste Rudolf een groot aantal privileges en rechten op:
- bezit van leengoederen in zijn land
- soevereiniteitssymbolen (kroon en scepter)
- rechtspraak zonder beroep op de keizer (van het Heilig Roomse Rijk)
- erfopvolging volgens het eerstgeboorterecht én in de vrouwelijke lijn
- Het hertogdom Oostenrijk, en de daarmee verbonden domeinen, waren ondeelbaar.
- Bij plechtigheden moest de hertog als aartshertog beschouwd worden en rechts van de keizer zitten, direct na de keurvorsten

Het doel van de vervalsing was om de status en de macht van de Habsburgse dynastie van hertogen van Oostenrijk te verhogen door hen dichter bij het aartshertogdom te brengen.
In totaal liet Rudolf IV vijf documenten vervalsen:
1. Akte van 4 oktober 1058 (door keizer Hendrik IV voor markgraaf Ernst van Oostenrijk): dit zogenaamde Henricianum – in sommige tellingen zijn dit drie documenten – bevat zelfs documenten die terug zouden gaan tot Julius Caesar en keizer Nero.
2. Akte van 17 september 1156 (van keizer Frederik I Barbarossa), de "uitbreiding" van het Privilegium Minus
3. Akte van 24 augustus 1228 (van koning Hendrik (VII) voor hertog Leopold VI van Oostenrijk)
4. Akte van juni 1245 (van keizer Frederik II, waarbij het privilegium maius werd bevestigd en verdere rechten werden toegevoegd)
5. Oorkonde van 11 juni 1283 (door koning Rudolf I voor zijn zonen Albrecht en Rudolf, ter bevestiging van alle voorgaande oorkonden)

Om de privileges van het huis Oostenrijk duidelijk samen te vatten, liet Rudolf IV op 11 juli 1360 een Vidimus uitvaardigen.
Het geheel werd aan keizer Karel IV voorgelegd op de Hofdag in Nürnberg in november 1360. Op advies van Francesco Petrarca was keizer Karel IV niet bereid het Privilegium maius volledig te aanvaarden.
Later werd het Privilegium maius bekrachtigd door de Habsburger Frederik III (als koning in 1442 en als keizer in 1453). Keizer Rudolf II herbevestigde het document in 1599 en keizer Karel VI deed dat nogmaals in 1729.
Het Privilegium maius verloor zijn grondwettelijke betekenis in 1804, toen Napoleon Bonaparte het Heilig Roomse Rijk ontbond en in plaats daarvan zijn Duitse vazallen verenigde in de Rijnbond.
De documenten werden in 1852 ontmaskerd als vervalsingen door Wilhelm Wattenbach.